# Американо-марокканские отношения
Американо-марокканские отношения — двусторонние дипломатические отношения между США и Марокко.

## История

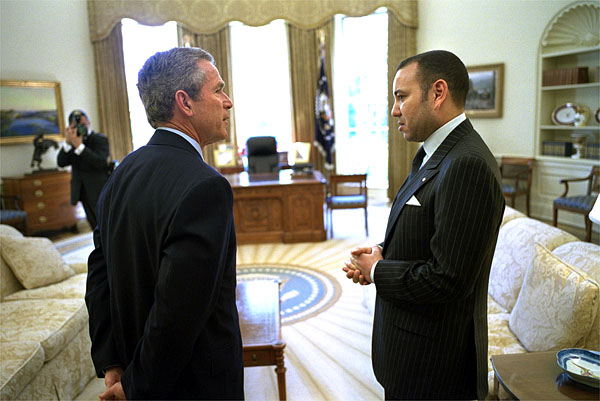
Джордж Буш и Мухаммед VI в Белом доме.

Марка, посвященная 200-летию со дня подписания Мароккано-американского договора о дружбе.

В 1786 году Марокко официально признало США, подписав договор о мире и дружбе. В 1905 году были установлены постоянные дипломатические отношения. С 1912 по 1956 год Марокко было французским протекторатом, в 1956 году Марокко обрело независимость и США восстановили дипломатический контакт с этой страной. Обе страны объединяют общие интересы и они тесно консультируются по вопросам региональной безопасности, политических и экономических сфер. Марокко является сильным партнером США в борьбе с терроризмом, марокканцы работают в тесном сотрудничестве с правоохранительными органами США для защиты интересов национальной безопасности обеих стран.
С 1957 года США способствовали реальному и существенному улучшению жизни граждан Марокко. В свете событий Арабской весны, Марокко продолжает делать позитивные шаги для проведения политических реформ и остается твёрдым сторонником политики США. Агентство Соединенных Штатов по международному развитию способствует увеличению роста сельскохозяйственного производства и производительности труда в Марокко; улучшению подготовки учителей; наращиванию потенциала местных органов власти, а также удовлетворению потребностей молодёжи через вовлечение в социальную, экономическую и общественную деятельность.

## Торговля
США является 6-м крупнейшим торговым партнером Марокко, а Марокко является 55-м крупнейшим торговым рынком для американских товаров. В 2006 году Марокко и США подписали торговое соглашение о беспошлинной торговле. Марокко также подписало четырёхсторонний торговый договор с Тунисом, Египтом и Иорданией, а также двусторонний с Турцией. Экспорт Марокко в США: фосфаты и текстиль.